# Élections départementales de 2021 dans la Haute-Saône
Les élections départementales dans la Haute-Saône ont lieu les 20 et 27 juin 2021.

## Contexte départemental

### Assemblée départementale sortante
Avant les élections, le conseil départemental de la Haute-Saône est présidé par Yves Krattinger (DVG).
Il comprend 34 conseillers départementaux issus des 17 cantons de la Haute-Saône.
|                                    |       |       |      |                                            |
| Président du conseil départemental |       |       |      |                                            |
| Yves Krattinger (DVG)              |       |       |      |                                            |
| Parti                              | Sigle | Sigle | Élus | Groupes                                    |
| Majorité (22 sièges)               |       |       |      |                                            |
| Divers gauche                      |       | DVG   | 12   | Élus de gauche et républicains             |
| Parti socialiste                   |       | PS    | 9    | Élus de gauche et républicains             |
| Parti radical de gauche            |       | PRG   | 1    | Élus de gauche et républicains             |
| Minorité (3 sièges)                |       |       |      |                                            |
| Divers droite                      |       | DVD   | 3    | Ensemble pour faire avancer la Haute-Saône |
| Opposition (9 sièges)              |       |       |      |                                            |
| Divers droite                      |       | DVD   | 5    | Avec vous pour la Haute-Saône              |
| Les Républicains                   |       | LR    | 4    | Avec vous pour la Haute-Saône              |

## Système électoral
Les élections ont lieu au scrutin majoritaire binominal à deux tours. Le système est paritaire : les candidatures sont présentées sous la forme d'un binôme composé d'une femme et d'un homme avec leurs suppléants (une femme et un homme également).
Pour être élu au premier tour, un binôme doit obtenir la majorité absolue des suffrages exprimés et un nombre de suffrages au moins égal à 25 % des électeurs inscrits. Si aucun binôme n'est élu au premier tour, seuls peuvent se présenter au second tour les binômes qui ont obtenu un nombre de suffrages au moins égal à 12,5 % des électeurs inscrits, sans possibilité pour les binômes de fusionner. Est élu au second tour le binôme qui obtient le plus grand nombre de voix.

## Résultats à l'échelle du département

### Résultats par nuances
| Binômes                  | Binômes                             | Binômes                  | Premier tour | Premier tour | Premier tour | Second tour | Second tour   | Second tour | Total | +/-           |  |
| Binômes                  | Binômes                             | Binômes                  | Voix         | %            | Sièges       | Voix        | %             | Sièges      | Total | +/-           |  |
| ------------------------ | ----------------------------------- | ------------------------ | ------------ | ------------ | ------------ | ----------- | ------------- | ----------- | ----- | ------------- |  |
|                          | Divers gauche                       | DVG                      | 18 227       | 27,15        | 2            | 18 683      | 29,20         | 12          | 14    | 6             |  |
|                          | Rassemblement national              | RN                       | 15 680       | 23,36        | 0            | 5 505       | 8,60          | 0           | 0     | en stagnation |  |
|                          | Divers droite                       | DVD                      | 15 312       | 22,81        | 0            | 19 635      | 30,68         | 8           | 8     | 6             |  |
|                          | Parti socialiste                    | SOC                      | 2 741        | 4,08         | 0            | 4 128       | 6,45          | 4           | 4     | 10            |  |
|                          | Divers                              | DIV                      | 4 219        | 6,28         | 0            | 5 166       | 8,07          | 2           | 2     | 2             |  |
|                          | Union au centre et à droite         | UCD                      | 1 514        | 2,26         | 0            | 2 333       | 3,65          | 2           | 2     | Nv.           |  |
|                          | La France insoumise                 | FI                       | 719          | 1,07         | 0            |             |               |             | 0     | en stagnation |  |
|                          | Parti communiste français           | COM                      | 611          | 0,91         | 0            | 0           | en stagnation |             |       |               |  |
|                          | Écologiste                          | ECO                      | 518          | 0,77         | 0            | 0           | en stagnation |             |       |               |  |
|                          | Union à gauche avec des écologistes | UGE                      | 411          | 0,61         | 0            | 0           | Nv.           |             |       |               |  |
|                          | Droite souverainiste                | DSV                      | 257          | 0,38         | 0            | 0           | Nv.           |             |       |               |  |
|                          |                                     |                          |              |              |              |             |               |             |       |               |  |
| Suffrages exprimés       | Suffrages exprimés                  | Suffrages exprimés       | 67 130       | 94,18        |              | 63 990      | 90,62         |             |       |               |  |
| Votes blancs             | Votes blancs                        | Votes blancs             | 2 378        | 3,34         | 3 704        | 5,25        |               |             |       |               |  |
| Votes nuls               | Votes nuls                          | Votes nuls               | 1 774        | 2,49         | 2 923        | 4,14        |               |             |       |               |  |
| Total                    | Total                               | Total                    | 71 282       | 100          | 2            | 70 617      | 100           | 32          | 34    | en stagnation |  |
| Abstentions              | Abstentions                         | Abstentions              | 105 405      | 59,66        |              | 93 993      | 57,10         |             |       |               |  |
| Inscrits / participation | Inscrits / participation            | Inscrits / participation | 179 687      | 40,34        | 164 610      | 42,90       |               |             |       |               |  |

### Assemblée départementale élue
|                                    |       |       |      |                                |
| Président du conseil départemental |       |       |      |                                |
| Yves Krattinger (DVG)              |       |       |      |                                |
| Parti                              | Sigle | Sigle | Élus | Groupes                        |
| Majorité (20 sièges)               |       |       |      |                                |
| Divers gauche                      |       | DVG   | 13   | Élus de gauche et républicains |
| Parti socialiste                   |       | PS    | 6    | Élus de gauche et républicains |
| Parti radical de gauche            |       | PRG   | 1    | Élus de gauche et républicains |
| Opposition (14 sièges)             |       |       |      |                                |
| Divers droite                      |       | DVD   | 8    | Avec vous pour la Haute-Saône  |
| Les Républicains                   |       | LR    | 6    | Avec vous pour la Haute-Saône  |

### Élus par canton
| Canton                        | Conseiller Sortant     | Parti | Parti | Conseiller élu         | Parti | Parti |
| ----------------------------- | ---------------------- | ----- | ----- | ---------------------- | ----- | ----- |
| Dampierre-sur-Salon           | Alain Blinette         |       | LR    | Dimitri Doussot        |       | LR    |
| Dampierre-sur-Salon           | Fabienne Richardot     |       | DVD   | Martine Gautheron      |       | LR    |
| Gray                          | Serge Toulot           |       | DVG   | Laurent Bailly         |       | DVG   |
| Gray                          | Claudy Chauvelot-Duban |       | PS    | Claudy Chauvelot-Duban |       | PS    |
| Héricourt-1                   | Marie-Claire Faivre    |       | PRG   | Marie-Claire Faivre    |       | PRG   |
| Héricourt-1                   | Jean-Jacques Sombsthay |       | PS    | Jean-Jacques Sombsthay |       | PS    |
| Héricourt-2                   | Fernand Burkhalter     |       | PS    | Fernand Burkhalter     |       | PS    |
| Héricourt-2                   | Martine Pequignot      |       | PS    | Martine Pequignot      |       | PS    |
| Jussey                        | Corinne Bonnard        |       | LR    | Corinne Bonnard        |       | LR    |
| Jussey                        | Olivier Rietmann       |       | LR    | Olivier Rietmann       |       | LR    |
| Lure-1                        | Raoul Juif             |       | PS    | Benoît Cornu           |       | DVG   |
| Lure-1                        | Mireille Lab           |       | PS    | Karine Guillerey       |       | DVG   |
| Lure-2                        | Isabelle Arnould       |       | PS    | Isabelle Arnould       |       | PS    |
| Lure-2                        | Robert Morlot          |       | DVG   | Bernard Piquard        |       | PS    |
| Luxeuil-les-Bains             | Frédéric Burghard      |       | DVD   | Frédéric Burghard      |       | DVD   |
| Luxeuil-les-Bains             | Valérie Haehnel        |       | DVD   | Corinne Jeanparis      |       | DVD   |
| Marnay                        | Jean-Claude Gay        |       | DVG   | Jean-Claude Gay        |       | DVG   |
| Marnay                        | Catherine Lind         |       | DVG   | Patricia Fassenet      |       | DVG   |
| Mélisey                       | Sylvie Coutherut       |       | DVG   | Sylvie Coutherut       |       | DVG   |
| Mélisey                       | Laurent Seguin         |       | DVG   | Laurent Seguin         |       | DVG   |
| Port-sur-Saône                | Jean-Paul Mariot       |       | PS    | Jean-Marie Bertin      |       | DVG   |
| Port-sur-Saône                | Christelle Rigolot     |       | DVG   | Christelle Rigolot     |       | DVG   |
| Rioz                          | Edwige Eme             |       | DVG   | Edwige Eme             |       | DVG   |
| Rioz                          | Yves Krattinger        |       | DVG   | Yves Krattinger        |       | DVG   |
| Saint-Loup-sur-Semouse        | Nadine Bathelot        |       | DVG   | Thierry Bordot         |       | DVG   |
| Saint-Loup-sur-Semouse        | Pierre Despoulain      |       | PS    | Véronique Grandjean    |       | DVG   |
| Scey-sur-Saône-et-Saint-Albin | Carmen Friquet         |       | DVD   | Carmen Friquet         |       | DVD   |
| Scey-sur-Saône-et-Saint-Albin | Hervé Pulicani         |       | DVD   | Hervé Pulicani         |       | DVD   |
| Vesoul-1                      | Sylvie Manière         |       | DVD   | Sylvie Manière         |       | DVD   |
| Vesoul-1                      | Thomas Oudot           |       | DVD   | Thomas Oudot           |       | DVD   |
| Vesoul-2                      | Marie-Dominique Aubry  |       | LR    | Carole Michel          |       | DVD   |
| Vesoul-2                      | Benoît Thomassin       |       | DVD   | Benoît Thomassin       |       | DVD   |
| Villersexel                   | Sabrina Fleurot        |       | DVG   | Isabelle Gehin         |       | LR    |
| Villersexel                   | Gérard Pelleteret      |       | DVG   | Michel Richard         |       | LR    |

## Résultats par canton
Les binômes sont présentés par ordre décroissant des résultats au premier tour. En cas de victoire au second tour du binôme arrivé en deuxième place au premier, ses résultats sont indiqués en gras.

### Canton de Dampierre-sur-Salon
| Candidats                | Candidats                | Partis                   | Nuance                   | Premier tour | Premier tour | Second tour | Second tour |
| Candidats                | Candidats                | Partis                   | Nuance                   | Voix         | %            | Voix        | %           |
| ------------------------ | ------------------------ | ------------------------ | ------------------------ | ------------ | ------------ | ----------- | ----------- |
|                          | Dimitri Doussot          | LR                       | LR                       | 2 002        | 54,42        | 2 491       | 69,31       |
|                          | Martine Gautheron        | LR                       | LR                       | 2 002        | 54,42        | 2 491       | 69,31       |
|                          | David Rubio              | DIV                      | DIV                      | 871          | 23,67        | 1 103       | 30,69       |
|                          | Aurélie Sartelet         | DIV                      | DIV                      | 871          | 23,67        | 1 103       | 30,69       |
|                          | Marie Minson             | RN                       | RN                       | 806          | 21,91        |             |             |
|                          | Jérémy Tondeux           | RN                       | RN                       | 806          | 21,91        |             |             |
|                          |                          |                          |                          |              |              |             |             |
| Suffrages exprimés       | Suffrages exprimés       | Suffrages exprimés       | Suffrages exprimés       | 3 679        | 94,26        | 3 594       | 91,36       |
| Votes blancs             | Votes blancs             | Votes blancs             | Votes blancs             | 124          | 3,18         | 172         | 4,37        |
| Votes nuls               | Votes nuls               | Votes nuls               | Votes nuls               | 100          | 2,56         | 168         | 4,27        |
| Total                    | Total                    | Total                    | Total                    | 3 903        | 100          | 3 934       | 100         |
| Abstention               | Abstention               | Abstention               | Abstention               | 4 827        | 55,29        | 4 790       | 54,91       |
| Inscrits / participation | Inscrits / participation | Inscrits / participation | Inscrits / participation | 8 730        | 44,71        | 8 724       | 45,09       |

### Canton de Gray
| Candidats                | Candidats                | Partis                   | Nuance                   | Premier tour | Premier tour | Second tour | Second tour |
| Candidats                | Candidats                | Partis                   | Nuance                   | Voix         | %            | Voix        | %           |
| ------------------------ | ------------------------ | ------------------------ | ------------------------ | ------------ | ------------ | ----------- | ----------- |
|                          | Laurent Bailly           | DVG                      | DVG                      | 1 632        | 41,95        | 2 247       | 51,54       |
|                          | Claudy Chauvelot-Duban   | PS                       | DVG                      | 1 632        | 41,95        | 2 247       | 51,54       |
|                          | Annick Gabiot            | DVD                      | DVD                      | 1 487        | 38,23        | 2 113       | 48,46       |
|                          | Christophe Laurençot     | DVD                      | DVD                      | 1 487        | 38,23        | 2 113       | 48,46       |
|                          | Alexandre Costille       | RN                       | RN                       | 642          | 16,5         |             |             |
|                          | Nathalie Magnin          | RN                       | RN                       | 642          | 16,5         |             |             |
|                          | Nathalie Muzard          | PCF                      | COM                      | 129          | 3,32         |             |             |
|                          | Jean-Pierre Poinsot      | PCF                      | COM                      | 129          | 3,32         |             |             |
|                          |                          |                          |                          |              |              |             |             |
| Suffrages exprimés       | Suffrages exprimés       | Suffrages exprimés       | Suffrages exprimés       | 3 890        | 96,77        | 4 360       | 94,31       |
| Votes blancs             | Votes blancs             | Votes blancs             | Votes blancs             | 67           | 1,67         | 127         | 2,75        |
| Votes nuls               | Votes nuls               | Votes nuls               | Votes nuls               | 63           | 1,57         | 136         | 2,94        |
| Total                    | Total                    | Total                    | Total                    | 4 020        | 100          | 4 623       | 100         |
| Abstention               | Abstention               | Abstention               | Abstention               | 5 783        | 58,99        | 5 182       | 52,85       |
| Inscrits / participation | Inscrits / participation | Inscrits / participation | Inscrits / participation | 9 803        | 41,01        | 9 895       | 47,15       |

### Canton d'Héricourt-1
| Candidats                | Candidats                | Partis                   | Nuance                   | Premier tour | Premier tour | Second tour | Second tour |
| Candidats                | Candidats                | Partis                   | Nuance                   | Voix         | %            | Voix        | %           |
| ------------------------ | ------------------------ | ------------------------ | ------------------------ | ------------ | ------------ | ----------- | ----------- |
|                          | Marie-Claire Faivre      | PRG                      | DVG                      | 1 839        | 47,78        | 2 718       | 65,18       |
|                          | Jean-Jacques Sombsthay   | PS                       | DVG                      | 1 839        | 47,78        | 2 718       | 65,18       |
|                          | Louise Bouteiller        | RN                       | RN                       | 1 164        | 30,24        | 1 452       | 34,82       |
|                          | François de Crépy        | RN                       | RN                       | 1 164        | 30,24        | 1 452       | 34,82       |
|                          | Quentin Hafekost         | PCF                      | DVG                      | 589          | 15,30        |             |             |
|                          | Frédérique Lupfer        | DVG                      | DVG                      | 589          | 15,30        |             |             |
|                          | Marta Hecquet            | DLF                      | DSV                      | 257          | 6,68         |             |             |
|                          | Pierre-Elie Pheulpin     | DLF                      | DSV                      | 257          | 6,68         |             |             |
|                          |                          |                          |                          |              |              |             |             |
| Suffrages exprimés       | Suffrages exprimés       | Suffrages exprimés       | Suffrages exprimés       | 3 849        | 92,44        | 4 170       | 93,54       |
| Votes blancs             | Votes blancs             | Votes blancs             | Votes blancs             | 199          | 4,78         | 182         | 4,08        |
| Votes nuls               | Votes nuls               | Votes nuls               | Votes nuls               | 116          | 2,79         | 106         | 2,38        |
| Total                    | Total                    | Total                    | Total                    | 4 164        | 100          | 4 458       | 100         |
| Abstention               | Abstention               | Abstention               | Abstention               | 8 349        | 66,72        | 8 057       | 64,38       |
| Inscrits / participation | Inscrits / participation | Inscrits / participation | Inscrits / participation | 12 513       | 33,28        | 12 515      | 35,62       |

### Canton d'Héricourt-2
| Candidats                | Candidats                | Partis                   | Nuance                   | Premier tour | Premier tour | Second tour | Second tour |
| Candidats                | Candidats                | Partis                   | Nuance                   | Voix         | %            | Voix        | %           |
| ------------------------ | ------------------------ | ------------------------ | ------------------------ | ------------ | ------------ | ----------- | ----------- |
|                          | Fernand Burkhalter       | PS                       | SOC                      | 1 138        | 33,33        | 2 069       | 61,84       |
|                          | Martine Pequignot        | PS                       | SOC                      | 1 138        | 33,33        | 2 069       | 61,84       |
|                          | Patrick Adam             | RN                       | RN                       | 870          | 25,48        | 1 277       | 38,16       |
|                          | Ghislaine Beaurain       | RN                       | RN                       | 870          | 25,48        | 1 277       | 38,16       |
|                          | Marianne Ecoffet         | EELV                     | DVG                      | 628          | 18,39        |             |             |
|                          | Grégoire Gilles          | GRS                      | DVG                      | 628          | 18,39        |             |             |
|                          | Ophélie Dubreuil         | DVD                      | DVD                      | 436          | 12,77        |             |             |
|                          | Gilles Goszka            | DVD                      | DVD                      | 436          | 12,77        |             |             |
|                          | Virginia Gonzalez-Skora  | DIV                      | DIV                      | 342          | 10,02        |             |             |
|                          | Julien Villaumé          | DIV                      | DIV                      | 342          | 10,02        |             |             |
|                          |                          |                          |                          |              |              |             |             |
| Suffrages exprimés       | Suffrages exprimés       | Suffrages exprimés       | Suffrages exprimés       | 3 414        | 95,02        | 3 346       | 88,12       |
| Votes blancs             | Votes blancs             | Votes blancs             | Votes blancs             | 103          | 2,87         | 274         | 7,22        |
| Votes nuls               | Votes nuls               | Votes nuls               | Votes nuls               | 76           | 2,12         | 177         | 4,66        |
| Total                    | Total                    | Total                    | Total                    | 3 593        | 100          | 3 797       | 100         |
| Abstention               | Abstention               | Abstention               | Abstention               | 6 333        | 63,80        | 6 129       | 61,75       |
| Inscrits / participation | Inscrits / participation | Inscrits / participation | Inscrits / participation | 9 926        | 36,20        | 9 926       | 38,25       |

### Canton de Jussey
| Candidats                | Candidats                | Partis                   | Nuance                   | Premier tour | Premier tour | Second tour | Second tour |
| Candidats                | Candidats                | Partis                   | Nuance                   | Voix         | %            | Voix        | %           |
| ------------------------ | ------------------------ | ------------------------ | ------------------------ | ------------ | ------------ | ----------- | ----------- |
|                          | Corinne Bonnard          | LR                       | LR                       | 1 758        | 41,98        | 2 310       | 53,35       |
|                          | Olivier Rietmann         | LR                       | LR                       | 1 758        | 41,98        | 2 310       | 53,35       |
|                          | Virginie Henninger       | DIV                      | DIV                      | 1 451        | 34,65        | 2 020       | 46,65       |
|                          | Loïc Raclot              | DIV                      | DIV                      | 1 451        | 34,65        | 2 020       | 46,65       |
|                          | Christophe Billard       | RN                       | RN                       | 979          | 23,38        |             |             |
|                          | Élise Lemoine            | RN                       | RN                       | 979          | 23,38        |             |             |
|                          |                          |                          |                          |              |              |             |             |
| Suffrages exprimés       | Suffrages exprimés       | Suffrages exprimés       | Suffrages exprimés       | 4 188        | 93,75        | 4 330       | 91,43       |
| Votes blancs             | Votes blancs             | Votes blancs             | Votes blancs             | 175          | 3,92         | 228         | 4,81        |
| Votes nuls               | Votes nuls               | Votes nuls               | Votes nuls               | 104          | 2,33         | 178         | 3,76        |
| Total                    | Total                    | Total                    | Total                    | 4 467        | 100          | 4 736       | 100         |
| Abstention               | Abstention               | Abstention               | Abstention               | 5 387        | 54,67        | 5 114       | 51,92       |
| Inscrits / participation | Inscrits / participation | Inscrits / participation | Inscrits / participation | 9 854        | 45,33        | 9 850       | 48,08       |

### Canton de Lure-1
| Candidats                | Candidats                | Partis                   | Nuance                   | Premier tour | Premier tour | Second tour | Second tour |
| Candidats                | Candidats                | Partis                   | Nuance                   | Voix         | %            | Voix        | %           |
| ------------------------ | ------------------------ | ------------------------ | ------------------------ | ------------ | ------------ | ----------- | ----------- |
|                          | Benoît Cornu             | DVG                      | DVG                      | 1 201        | 38,24        | 2 103       | 61,40       |
|                          | Karine Guillerey         | DVG                      | DVG                      | 1 201        | 38,24        | 2 103       | 61,40       |
|                          | Inès Martin              | RN                       | RN                       | 974          | 31,01        | 1 322       | 38,60       |
|                          | Clément Séjournant       | RN                       | RN                       | 974          | 31,01        | 1 322       | 38,60       |
|                          | Michel Buri              | LR                       | LR                       | 555          | 17,67        |             |             |
|                          | Marie-Line Perin         | LR                       | LR                       | 555          | 17,67        |             |             |
|                          | Philippe Denis           | LFI                      | UGE                      | 411          | 13,09        |             |             |
|                          | Marie-Claire Thomas      | EÉLV                     | UGE                      | 411          | 13,09        |             |             |
|                          |                          |                          |                          |              |              |             |             |
| Suffrages exprimés       | Suffrages exprimés       | Suffrages exprimés       | Suffrages exprimés       | 4 188        | 93,75        | 3 425       | 92,42       |
| Votes blancs             | Votes blancs             | Votes blancs             | Votes blancs             | 175          | 3,92         | 148         | 3,99        |
| Votes nuls               | Votes nuls               | Votes nuls               | Votes nuls               | 104          | 2,33         | 133         | 3,59        |
| Total                    | Total                    | Total                    | Total                    | 4 467        | 100          | 3 706       | 100         |
| Abstention               | Abstention               | Abstention               | Abstention               | 5 387        | 54,67        | 5 850       | 61,22       |
| Inscrits / participation | Inscrits / participation | Inscrits / participation | Inscrits / participation | 9 854        | 45,33        | 9 556       | 38,78       |

### Canton de Lure-2
| Candidats                | Candidats                | Partis                   | Nuance                   | Premier tour | Premier tour | Second tour | Second tour |
| Candidats                | Candidats                | Partis                   | Nuance                   | Voix         | %            | Voix        | %           |
| ------------------------ | ------------------------ | ------------------------ | ------------------------ | ------------ | ------------ | ----------- | ----------- |
|                          | Isabelle Arnould         | PS                       | SOC                      | 1 603        | 47,30        | 2 059       | 58,61       |
|                          | Bernard Piquard          | PS                       | SOC                      | 1 603        | 47,30        | 2 059       | 58,61       |
|                          | Alexia Gallet            | RN                       | RN                       | 1 157        | 34,14        | 1 454       | 41,39       |
|                          | Antoine Villedieu        | RN                       | RN                       | 1 157        | 34,14        | 1 454       | 41,39       |
|                          | Samuel Dirand            | DVD                      | DVD                      | 629          | 18,56        |             |             |
|                          | Cécile Gérard            | DVD                      | DVD                      | 629          | 18,56        |             |             |
|                          |                          |                          |                          |              |              |             |             |
| Suffrages exprimés       | Suffrages exprimés       | Suffrages exprimés       | Suffrages exprimés       | 3 389        | 93,59        | 3 513       | 91,84       |
| Votes blancs             | Votes blancs             | Votes blancs             | Votes blancs             | 135          | 3,73         | 169         | 4,42        |
| Votes nuls               | Votes nuls               | Votes nuls               | Votes nuls               | 97           | 2,68         | 143         | 3,74        |
| Total                    | Total                    | Total                    | Total                    | 3 621        | 100          | 3 825       | 100         |
| Abstention               | Abstention               | Abstention               | Abstention               | 5 718        | 61,23        | 5 520       | 59,07       |
| Inscrits / participation | Inscrits / participation | Inscrits / participation | Inscrits / participation | 9 339        | 39,77        | 9 345       | 40,93       |

### Canton de Luxeuil-les-Bains
| Candidats                | Candidats                | Partis                   | Nuance                   | Premier tour | Premier tour | Second tour | Second tour |
| Candidats                | Candidats                | Partis                   | Nuance                   | Voix         | %            | Voix        | %           |
| ------------------------ | ------------------------ | ------------------------ | ------------------------ | ------------ | ------------ | ----------- | ----------- |
|                          | Frédéric Burghard        | DVD                      | DVD                      | 2 100        | 56,38        | 2 757       | 71,48       |
|                          | Corinne Jeanparis        | DVD                      | DVD                      | 2 100        | 56,38        | 2 757       | 71,48       |
|                          | Sophie El Omri           | DVG                      | DVG                      | 853          | 22,90        | 1 100       | 28,52       |
|                          | Christian Sontot         | DVG                      | DVG                      | 853          | 22,90        | 1 100       | 28,52       |
|                          | André Osstyn             | RN                       | RN                       | 772          | 20,72        |             |             |
|                          | Nadège Vinot             | RN                       | RN                       | 772          | 20,72        |             |             |
|                          |                          |                          |                          |              |              |             |             |
| Suffrages exprimés       | Suffrages exprimés       | Suffrages exprimés       | Suffrages exprimés       | 3 725        | 95,24        | 3 847       | 91,62       |
| Votes blancs             | Votes blancs             | Votes blancs             | Votes blancs             | 96           | 2,45         | 186         | 4,42        |
| Votes nuls               | Votes nuls               | Votes nuls               | Votes nuls               | 90           | 2,30         | 167         | 3,97        |
| Total                    | Total                    | Total                    | Total                    | 3 911        | 100          | 4 210       | 100         |
| Abstention               | Abstention               | Abstention               | Abstention               | 6 287        | 61,65        | 5 993       | 58,74       |
| Inscrits / participation | Inscrits / participation | Inscrits / participation | Inscrits / participation | 10 198       | 38,35        | 10 203      | 41,26       |

### Canton de Marnay
| Candidats                | Candidats                | Partis                   | Nuance                   | Premier tour | Premier tour | Second tour | Second tour |
| Candidats                | Candidats                | Partis                   | Nuance                   | Voix         | %            | Voix        | %           |
| ------------------------ | ------------------------ | ------------------------ | ------------------------ | ------------ | ------------ | ----------- | ----------- |
|                          | Patricia Fassenet        | DVG                      | DVG                      | 1 870        | 41,45        | 2 340       | 51,36       |
|                          | Jean-Claude Gay          | DVG                      | DVG                      | 1 870        | 41,45        | 2 340       | 51,36       |
|                          | Yann Beuraud             | DVD                      | DVD                      | 1 574        | 34,89        | 2 216       | 48,64       |
|                          | Christelle Clément       | DVD                      | DVD                      | 1 574        | 34,89        | 2 216       | 48,64       |
|                          | Julie Debouche           | RN                       | RN                       | 1 067        | 23,65        |             |             |
|                          | Fabrice Magnin           | RN                       | RN                       | 1 067        | 23,65        |             |             |
|                          |                          |                          |                          |              |              |             |             |
| Suffrages exprimés       | Suffrages exprimés       | Suffrages exprimés       | Suffrages exprimés       | 4 511        | 94,83        | 4 556       | 91,85       |
| Votes blancs             | Votes blancs             | Votes blancs             | Votes blancs             | 159          | 3,34         | 239         | 4,82        |
| Votes nuls               | Votes nuls               | Votes nuls               | Votes nuls               | 87           | 1,83         | 165         | 3,33        |
| Total                    | Total                    | Total                    | Total                    | 4 757        | 100          | 4 960       | 100         |
| Abstention               | Abstention               | Abstention               | Abstention               | 6 649        | 58,29        | 6 450       | 56,53       |
| Inscrits / participation | Inscrits / participation | Inscrits / participation | Inscrits / participation | 11 406       | 41,71        | 11 410      | 43,47       |

### Canton de Mélisey
| Candidats                | Candidats                | Partis                   | Nuance                   | Premier tour | Premier tour | Second tour | Second tour |
| Candidats                | Candidats                | Partis                   | Nuance                   | Voix         | %            | Voix        | %           |
| ------------------------ | ------------------------ | ------------------------ | ------------------------ | ------------ | ------------ | ----------- | ----------- |
|                          | Sylvie Coutherut         | DVG                      | DVG                      | 1 864        | 50,54        | 2 264       | 59,02       |
|                          | Laurent Seguin           | DVG                      | DVG                      | 1 864        | 50,54        | 2 264       | 59,02       |
|                          | Philippe Grosjean        | DVD                      | DVD                      | 1 010        | 27,39        | 1 572       | 40,98       |
|                          | Anne Lagarrigue          | LR                       | DVD                      | 1 010        | 27,39        | 1 572       | 40,98       |
|                          | Patrice Lombard          | RN                       | RN                       | 814          | 22,07        |             |             |
|                          | Lilou Malagoli           | RN                       | RN                       | 814          | 22,07        |             |             |
|                          |                          |                          |                          |              |              |             |             |
| Suffrages exprimés       | Suffrages exprimés       | Suffrages exprimés       | Suffrages exprimés       | 3 688        | 93,06        | 3 836       | 90,75       |
| Votes blancs             | Votes blancs             | Votes blancs             | Votes blancs             | 154          | 3,89         | 182         | 4,31        |
| Votes nuls               | Votes nuls               | Votes nuls               | Votes nuls               | 121          | 3,05         | 209         | 4,94        |
| Total                    | Total                    | Total                    | Total                    | 3 963        | 100          | 4 227       | 100         |
| Abstention               | Abstention               | Abstention               | Abstention               | 5 503        | 58,13        | 5 237       | 55,34       |
| Inscrits / participation | Inscrits / participation | Inscrits / participation | Inscrits / participation | 9 466        | 41,87        | 9 464       | 44,66       |

### Canton de Port-sur-Saône
| Candidats                | Candidats                | Partis                   | Nuance                   | Premier tour | Premier tour | Second tour | Second tour |
| Candidats                | Candidats                | Partis                   | Nuance                   | Voix         | %            | Voix        | %           |
| ------------------------ | ------------------------ | ------------------------ | ------------------------ | ------------ | ------------ | ----------- | ----------- |
|                          | Jean-Marie Bertin        | DVG                      | DVG                      | 1 853        | 45,48        | 2 489       | 59,95       |
|                          | Christelle Rigolot       | DVG                      | DVG                      | 1 853        | 45,48        | 2 489       | 59,95       |
|                          | Sandrine Robin           | DVD                      | DVD                      | 1 178        | 28,92        | 1 663       | 40,05       |
|                          | Luc Simonel              | LR                       | DVD                      | 1 178        | 28,92        | 1 663       | 40,05       |
|                          | Aurore Garnier           | RN                       | RN                       | 1 043        | 25,6         |             |             |
|                          | Antoni Magnin            | RN                       | RN                       | 1 043        | 25,6         |             |             |
|                          |                          |                          |                          |              |              |             |             |
| Suffrages exprimés       | Suffrages exprimés       | Suffrages exprimés       | Suffrages exprimés       | 4 074        | 93,16        | 4 152       | 90,81       |
| Votes blancs             | Votes blancs             | Votes blancs             | Votes blancs             | 175          | 4,00         | 218         | 4,77        |
| Votes nuls               | Votes nuls               | Votes nuls               | Votes nuls               | 124          | 2,84         | 202         | 4,42        |
| Total                    | Total                    | Total                    | Total                    | 4 373        | 100          | 4 572       | 100         |
| Abstention               | Abstention               | Abstention               | Abstention               | 6 456        | 59,62        | 6 256       | 57,78       |
| Inscrits / participation | Inscrits / participation | Inscrits / participation | Inscrits / participation | 10 829       | 40,38        | 10 828      | 42,22       |

### Canton de Rioz
| Candidats                | Candidats                | Partis                   | Nuance                   | Premier tour | Premier tour |
| Candidats                | Candidats                | Partis                   | Nuance                   | Voix         | %            |
| ------------------------ | ------------------------ | ------------------------ | ------------------------ | ------------ | ------------ |
|                          | Edwige Eme               | DVG                      | DVG                      | 3 408        | 67,19        |
|                          | Yves Krattinger          | DVG                      | DVG                      | 3 408        | 67,19        |
|                          | Gilles Mainier           | UDI                      | DVD                      | 981          | 19,34        |
|                          | Fanny Thiébaut           | DVD                      | DVD                      | 981          | 19,34        |
|                          | Thomas Laval             | RN                       | RN                       | 683          | 13,47        |
|                          | Edith Pirat              | RN                       | RN                       | 683          | 13,47        |
|                          |                          |                          |                          |              |              |
| Suffrages exprimés       | Suffrages exprimés       | Suffrages exprimés       | Suffrages exprimés       | 5 072        | 95,46        |
| Votes blancs             | Votes blancs             | Votes blancs             | Votes blancs             | 143          | 2,69         |
| Votes nuls               | Votes nuls               | Votes nuls               | Votes nuls               | 98           | 1,84         |
| Total                    | Total                    | Total                    | Total                    | 5 313        | 100          |
| Abstention               | Abstention               | Abstention               | Abstention               | 6 772        | 56,04        |
| Inscrits / participation | Inscrits / participation | Inscrits / participation | Inscrits / participation | 12 085       | 43,96        |

### Canton de Saint-Loup-sur-Semouse
| Candidats                | Candidats                | Partis                   | Nuance                   | Premier tour | Premier tour | Second tour | Second tour |
| Candidats                | Candidats                | Partis                   | Nuance                   | Voix         | %            | Voix        | %           |
| ------------------------ | ------------------------ | ------------------------ | ------------------------ | ------------ | ------------ | ----------- | ----------- |
|                          | Thierry Bordot           | DVG                      | DIV                      | 1 555        | 39,64        | 2 043       | 50,71       |
|                          | Véronique Grandjean      | DVG                      | DIV                      | 1 555        | 39,64        | 2 043       | 50,71       |
|                          | Christiane Grosjean      | DVD                      | DVD                      | 1 228        | 31,30        | 1 986       | 49,29       |
|                          | Anthony Marie            | DVD                      | DVD                      | 1 228        | 31,30        | 1 986       | 49,29       |
|                          | Brice Malagoli           | RN                       | RN                       | 1 140        | 29,06        |             |             |
|                          | Sophie Ménard            | RN                       | RN                       | 1 140        | 29,06        |             |             |
|                          |                          |                          |                          |              |              |             |             |
| Suffrages exprimés       | Suffrages exprimés       | Suffrages exprimés       | Suffrages exprimés       | 3 923        | 91,70        | 4 029       | 87,55       |
| Votes blancs             | Votes blancs             | Votes blancs             | Votes blancs             | 200          | 4,68         | 319         | 6,93        |
| Votes nuls               | Votes nuls               | Votes nuls               | Votes nuls               | 155          | 3,62         | 254         | 5,52        |
| Total                    | Total                    | Total                    | Total                    | 4 278        | 100          | 4 692       | 100         |
| Abstention               | Abstention               | Abstention               | Abstention               | 7 472        | 63,59        | 7 147       | 60,83       |
| Inscrits / participation | Inscrits / participation | Inscrits / participation | Inscrits / participation | 11 750       | 36,41        | 11 749      | 39,17       |

### Canton de Scey-sur-Saône-et-Saint-Albin
| Candidats                | Candidats                | Partis                   | Nuance                   | Premier tour | Premier tour | Second tour | Second tour |
| Candidats                | Candidats                | Partis                   | Nuance                   | Voix         | %            | Voix        | %           |
| ------------------------ | ------------------------ | ------------------------ | ------------------------ | ------------ | ------------ | ----------- | ----------- |
|                          | Carmen Friquet           | DVD                      | DVD                      | 1 811        | 47,4         | 2 426       | 62,22       |
|                          | Hervé Pulicani           | DVD                      | DVD                      | 1 811        | 47,4         | 2 426       | 62,22       |
|                          | Jean-Marie Le Bretton    | DVG                      | DVG                      | 1 008        | 26,38        | 1 473       | 37,78       |
|                          | Nathalie Oliveira        | DVG                      | DVG                      | 1 008        | 26,38        | 1 473       | 37,78       |
|                          | Gabrielle Anthime        | RN                       | RN                       | 1 002        | 26,22        |             |             |
|                          | Julien Badet             | RN                       | RN                       | 1 002        | 26,22        |             |             |
|                          |                          |                          |                          |              |              |             |             |
| Suffrages exprimés       | Suffrages exprimés       | Suffrages exprimés       | Suffrages exprimés       | 3 821        | 92,95        | 3 899       | 90,05       |
| Votes blancs             | Votes blancs             | Votes blancs             | Votes blancs             | 190          | 4,62         | 233         | 5,38        |
| Votes nuls               | Votes nuls               | Votes nuls               | Votes nuls               | 100          | 2,43         | 198         | 4,57        |
| Total                    | Total                    | Total                    | Total                    | 4 111        | 100          | 4 330       | 100         |
| Abstention               | Abstention               | Abstention               | Abstention               | 5 595        | 57,64        | 5 374       | 55,38       |
| Inscrits / participation | Inscrits / participation | Inscrits / participation | Inscrits / participation | 9 706        | 42,36        | 9 704       | 44,62       |

### Canton de Vesoul-1
| Candidats                | Candidats                | Partis                   | Nuance                   | Premier tour | Premier tour | Second tour | Second tour |
| Candidats                | Candidats                | Partis                   | Nuance                   | Voix         | %            | Voix        | %           |
| ------------------------ | ------------------------ | ------------------------ | ------------------------ | ------------ | ------------ | ----------- | ----------- |
|                          | Sylvie Manière           | DVD                      | DVD                      | 1 599        | 34,02        | 2 752       | 59,67       |
|                          | Thomas Oudot             | DVD                      | DVD                      | 1 599        | 34,02        | 2 752       | 59,67       |
|                          | Laurence Curie           | LR                       | LR                       | 1 331        | 28,32        | 1 860       | 40,33       |
|                          | Alain Joyandet           | LR                       | LR                       | 1 331        | 28,32        | 1 860       | 40,33       |
|                          | Catherine Boisselier     | RN                       | RN                       | 770          | 16,38        |             |             |
|                          | Marc Mantavoni           | RN                       | RN                       | 770          | 16,38        |             |             |
|                          | Garance Châtelain        | EÉLV                     | ECO                      | 518          | 11,02        |             |             |
|                          | Philippe Châtelain       | EÉLV                     | ECO                      | 518          | 11,02        |             |             |
|                          | Frédéric Bernabé         | PCF                      | COM                      | 482          | 10,26        |             |             |
|                          | Catherine Richard        | PCF                      | COM                      | 482          | 10,26        |             |             |
|                          |                          |                          |                          |              |              |             |             |
| Suffrages exprimés       | Suffrages exprimés       | Suffrages exprimés       | Suffrages exprimés       | 4 700        | 96,29        | 4 612       | 87,51       |
| Votes blancs             | Votes blancs             | Votes blancs             | Votes blancs             | 83           | 1,70         | 393         | 7,46        |
| Votes nuls               | Votes nuls               | Votes nuls               | Votes nuls               | 98           | 2,01         | 265         | 5,03        |
| Total                    | Total                    | Total                    | Total                    | 4 881        | 100          | 5 270       | 100         |
| Abstention               | Abstention               | Abstention               | Abstention               | 7 382        | 60,20        | 6 995       | 57,03       |
| Inscrits / participation | Inscrits / participation | Inscrits / participation | Inscrits / participation | 12 263       | 39,80        | 12 265      | 42,97       |

### Canton de Vesoul-2
| Candidats                | Candidats                | Partis                   | Nuance                   | Premier tour | Premier tour | Second tour | Second tour |
| Candidats                | Candidats                | Partis                   | Nuance                   | Voix         | %            | Voix        | %           |
| ------------------------ | ------------------------ | ------------------------ | ------------------------ | ------------ | ------------ | ----------- | ----------- |
|                          | Carole Michel            | DVD                      | DVD                      | 1 279        | 32,05        | 2 150       | 53,36       |
|                          | Benoît Thomassin         | DVD                      | DVD                      | 1 279        | 32,05        | 2 150       | 53,36       |
|                          | Marie-Dominique Aubry    | LR                       | LR                       | 1 275        | 31,95        | 1 879       | 46,64       |
|                          | Bruno Bidoyen            | LR                       | LR                       | 1 275        | 31,95        | 1 879       | 46,64       |
|                          | Juliette Guespin         | DVG                      | FI                       | 719          | 18,02        |             |             |
|                          | Sébastien Poyard         | LFI                      | FI                       | 719          | 18,02        |             |             |
|                          | Josette Amet             | RN                       | RN                       | 718          | 17,99        |             |             |
|                          | Jonathan Dubreuil        | RN                       | RN                       | 718          | 17,99        |             |             |
|                          |                          |                          |                          |              |              |             |             |
| Suffrages exprimés       | Suffrages exprimés       | Suffrages exprimés       | Suffrages exprimés       | 3 991        | 94,69        | 4 029       | 86,65       |
| Votes blancs             | Votes blancs             | Votes blancs             | Votes blancs             | 138          | 3,27         | 411         | 8,84        |
| Votes nuls               | Votes nuls               | Votes nuls               | Votes nuls               | 86           | 2,04         | 210         | 4,52        |
| Total                    | Total                    | Total                    | Total                    | 4 215        | 100          | 4 650       | 100         |
| Abstention               | Abstention               | Abstention               | Abstention               | 6 036        | 58,88        | 5 604       | 54,65       |
| Inscrits / participation | Inscrits / participation | Inscrits / participation | Inscrits / participation | 10 251       | 41,12        | 10 254      | 45,35       |

### Canton de Villersexel
| Candidats                | Candidats                | Partis                   | Nuance                   | Premier tour | Premier tour | Second tour | Second tour |
| Candidats                | Candidats                | Partis                   | Nuance                   | Voix         | %            | Voix        | %           |
| ------------------------ | ------------------------ | ------------------------ | ------------------------ | ------------ | ------------ | ----------- | ----------- |
|                          | Isabelle Gehin           | LR                       | UCD                      | 1 514        | 37,15        | 2 333       | 54,48       |
|                          | Michel Richard           | LR                       | UCD                      | 1 514        | 37,15        | 2 333       | 54,48       |
|                          | Barbara Bockstall        | DVG                      | DVG                      | 1 482        | 36,37        | 1 949       | 45,52       |
|                          | Patrick Goux             | DVG                      | DVG                      | 1 482        | 36,37        | 1 949       | 45,52       |
|                          | Maurice Belperin         | RN                       | RN                       | 1 079        | 26,48        |             |             |
|                          | Émilie Stevenot          | RN                       | RN                       | 1 079        | 26,48        |             |             |
|                          |                          |                          |                          |              |              |             |             |
| Suffrages exprimés       | Suffrages exprimés       | Suffrages exprimés       | Suffrages exprimés       | 4 075        | 93,79        | 4 282       | 90,78       |
| Votes blancs             | Votes blancs             | Votes blancs             | Votes blancs             | 119          | 2,74         | 223         | 4,73        |
| Votes nuls               | Votes nuls               | Votes nuls               | Votes nuls               | 151          | 3,48         | 212         | 4,49        |
| Total                    | Total                    | Total                    | Total                    | 4 345        | 100          | 4 717       | 100         |
| Abstention               | Abstention               | Abstention               | Abstention               | 4 669        | 51,80        | 4 295       | 47,66       |
| Inscrits / participation | Inscrits / participation | Inscrits / participation | Inscrits / participation | 9 014        | 48,20        | 9 012       | 52,34       |